# Сен-Кристоф (Шаранта)
Сен-Кристо́ф (фр. Saint-Christophe) — коммуна во Франции, находится в регионе Пуату — Шаранта. Департамент — Шаранта. Входит в состав кантона Конфолан-Сюд. Округ коммуны — Конфолан.
Код INSEE коммуны — 16306.

## География
Коммуна расположена приблизительно в 340 км к югу от Парижа, в 80 км юго-восточнее Пуатье, в 70 км к северо-востоку от Ангулема.
На северо-востоке коммуны протекает река Маршаден, приток реки Иссуар, а на юге берёт начало другой приток Иссуара — река Курьер.

## Население
Население коммуны на 2008 год составляло 320 человек.
| 1962 | 1968 | 1975 | 1982 | 1990 | 1999 | 2008 |
| ---- | ---- | ---- | ---- | ---- | ---- | ---- |
| 628  | 480  | 414  | 381  | 339  | 315  | 320  |

## Экономика
В 2007 году среди 191 человека в трудоспособном возрасте (15—64 лет) 121 были экономически активными, 70 — неактивными (показатель активности — 63,4 %, в 1999 году было 63,6 %). Из 121 активных работали 118 человек (66 мужчин и 52 женщины), безработных было 3 (0 мужчин и 3 женщины). Среди 70 неактивных 14 человек были учениками или студентами, 37 — пенсионерами, 19 были неактивными по другим причинам.

## Достопримечательности
- Приходская церковь Сен-Кристоф. Клирос датируется XII веком, колокольня — XV веком.
  - Запрестольный образ (XVIII век). Исторический памятник с 1981 года[3]
  - Формы для просфор (XVIII век). Диаметр — 20 см. Исторический памятник с 1933 года[4]

## Фотогалерея

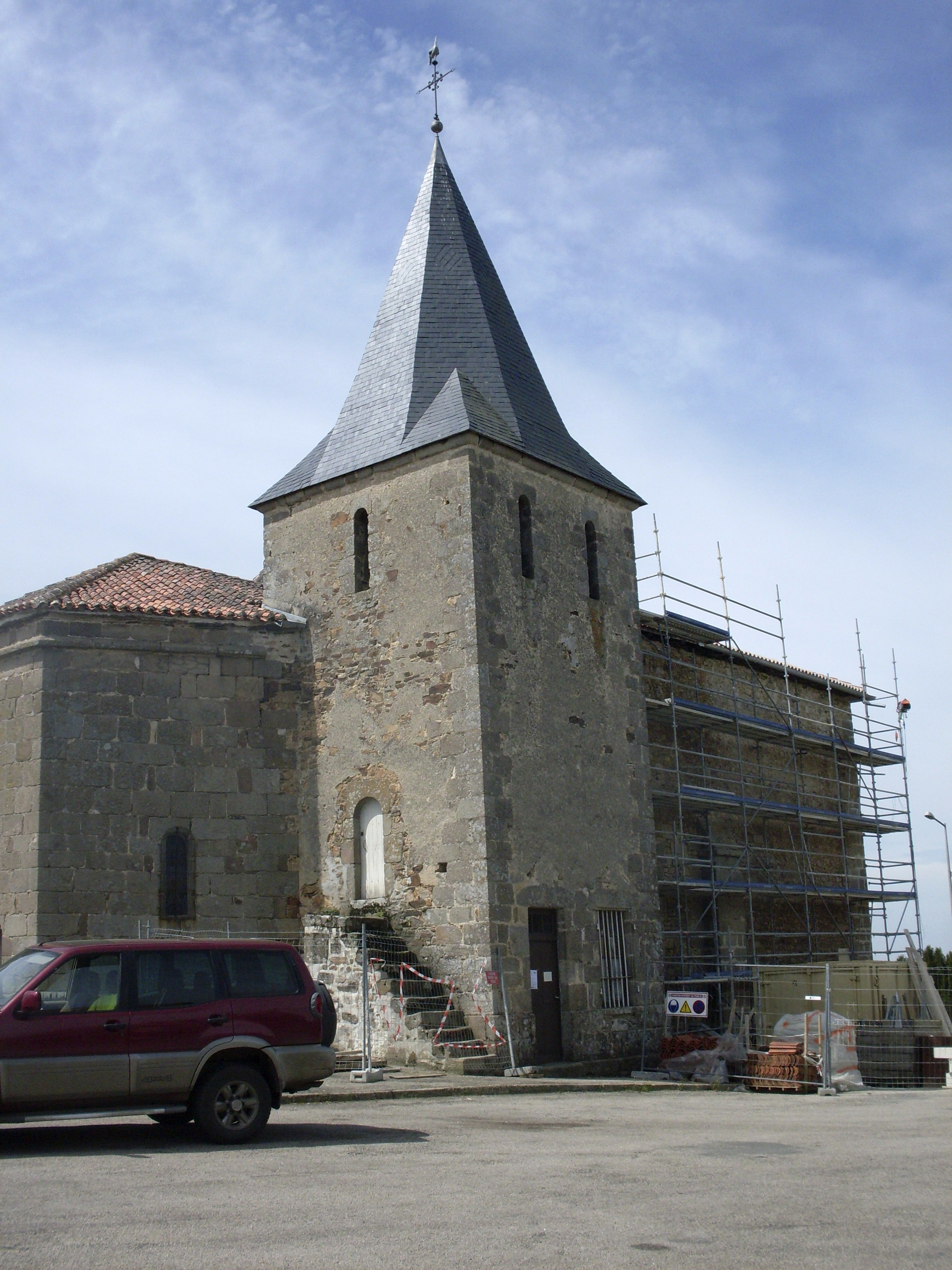
Церковь Сен-Кристоф
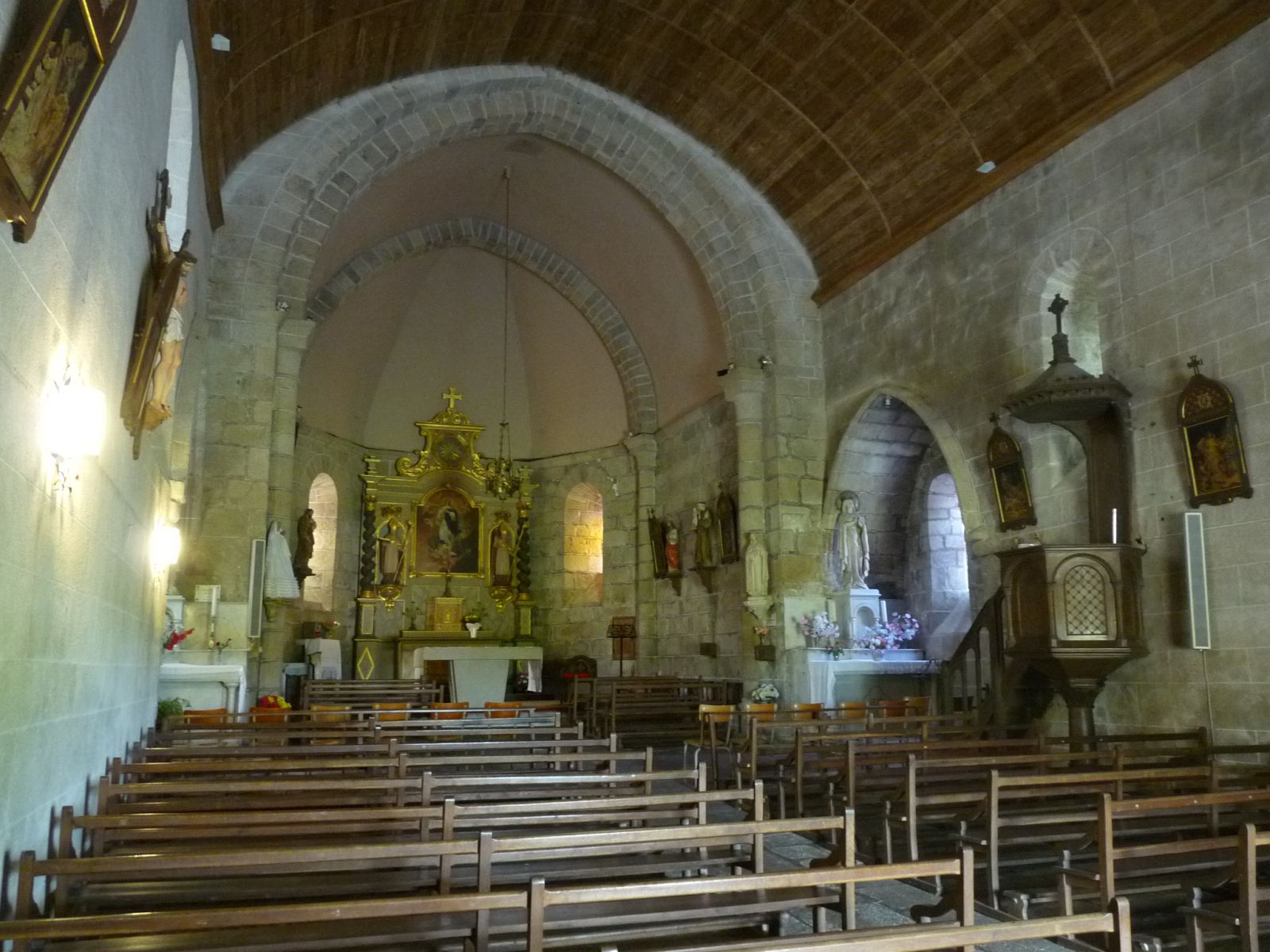
Интерьер церкви Сен-Кристоф
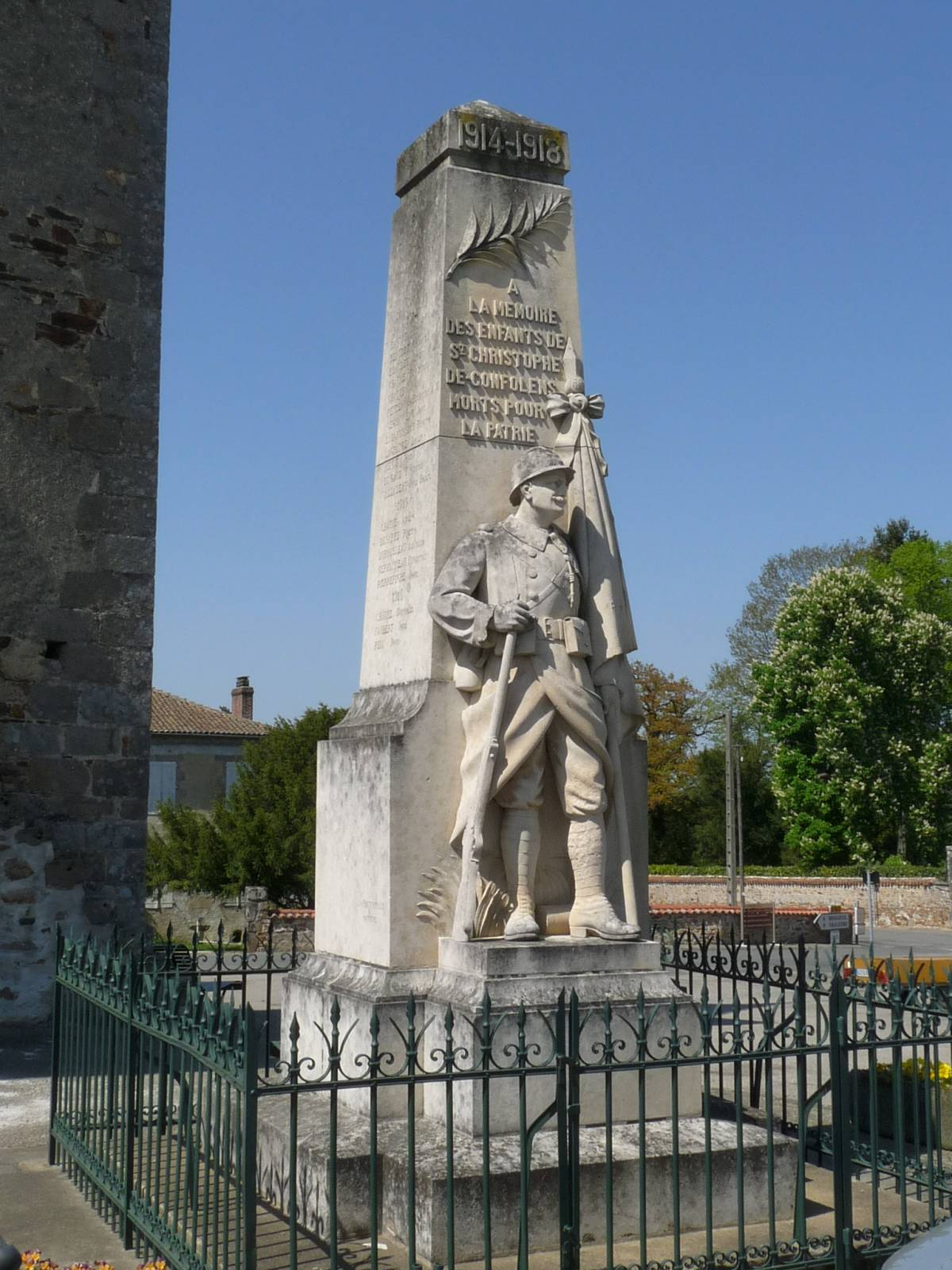
Военный мемориал